# 居士佛教
居士佛教，又稱為在家佛教，是一种提倡在家修行的佛教修行方式与思想，中文信徒稱之為居士、女居士，統稱在家眾，而梵文則稱之為優婆塞與優婆夷。
因为佛教的目的在于完全展现心的潜能，所以佛陀的教育是不依附于某种特定的文化的。在有佛教传统的亚洲国家，常常有三种佛教修行方式：除了在寺院生活并献身于佛学的比丘和比丘尼外，还有在经济上支持寺院并自己也禅修的居士，另外在西藏还有称为成就者（瑜伽士）的群体。而居士佛教是将日常生活和佛陀的教育联系起来，但只皈依三宝受五戒十善或者在家菩萨戒，可以谈婚论嫁，从事世俗活动。

## 定義
受持三皈五戒的非僧侶佛教徒才能稱為在家佛教信徒，汉语中又叫在家众、居士等。以在家众爲主体的佛教组织和文化，即居士佛教。

## 传统的分类
- 比丘和比丘尼：在僧伽制度中的“出家二眾”，有別於世俗社會、家庭生活的形態，而投入僧伽組織，以專注修持佛法（佛陀的教育）而與彼此並無血緣或生養關係，但有相同信念方向的群眾共同生活。

- 居士：传统上第二类修行者由居士组成。他们从经济上资助寺院的开支，在家進行早晚課，日常工餘時禅修，或者在佛教的节日等参加修习(但仍從事日常工作)。

- 成就行者：第三类团体被称为成就行者（瑜伽士）。他们更喜好一种没有拘束、非常规的生活方式，常常为了禅修在山洞里生活很多年。

## 居士佛教在西方
自从在西方国家越来越多的人修习佛法后，佛教的有些方面就与纯亚洲的形象分离了，而发展出一种西方的风格，但佛法的内容并没有改变。与家庭和职业生活融合在一起的居士佛教，在傳統佛教的上座部（Theravada）、大乘（Mahayana）和金刚乘（Vajrayana）所有这三乘中都是很常见的。特别是在工业国，在近三十五年来，以居士的方式来修习佛法被受到特别的偏爱，因为这样不需要改变西方人的日常生活方式，也能运用佛陀的教法。在有些国家例如法国，更多地是由比丘和比丘尼来传授教法，而在大多数西方国家，佛陀的教法主要是由居士弘扬的。还有些国家比如美国等，佛法的传播既通过居士也通过比丘和比丘尼。